# Dwars door Vlaanderen 2021
75. ročník jednodenního cyklistického závodu Dwars door Vlaanderen se konal 31. března 2021 v Belgii. Závod dlouhý 184,1 km vyhrál Nizozemec Dylan van Baarle z týmu Ineos Grenadiers. Na druhém a třetím místě se umístili Francouz Christophe Laporte (Cofidis) a Belgičan Tim Merlier (Alpecin–Fenix).

## Týmy
Závodu se zúčastnilo celkem 25 týmů. Všech 19 UCI WorldTeamů bylo pozváno automaticky a muselo se zúčastnit závodu. Společně s šesti UCI ProTeamy tak utvořili startovní peloton složený z 25 týmů. Každý tým přijel se sedmi jezdci, kromě týmu Trek–Segafredo, který přijel s 5 jezdci. Celkem se na start postavilo 171 jezdců, do cíle dojelo 123 jezdců.

### UCI WorldTeamy
- AG2R Citroën Team
- Astana–Premier Tech
- Bora–Hansgrohe
- Cofidis
- Deceuninck–Quick-Step
- EF Education–Nippo
- Groupama–FDJ
- Ineos Grenadiers
- Intermarché–Wanty–Gobert Matériaux
- Israel Start-Up Nation
- Lotto–Soudal
- Movistar Team
- Team Bahrain Victorious
- Team BikeExchange
- Team DSM
- Team Jumbo–Visma
- Team Qhubeka Assos
- Trek–Segafredo
- UAE Team Emirates

### UCI ProTeamy
- Alpecin–Fenix
- Arkéa–Samsic
- B&B Hotels p/b KTM
- Bingoal Pauwels Sauces WB
- Sport Vlaanderen–Baloise
- Total Direct Énergie

## Výsledky
| Pořadí | Jezdec                   | Tým                   | Čas        |
| ------ | ------------------------ | --------------------- | ---------- |
| 1      | Dylan van Baarle (NED)   | Ineos Grenadiers      | 5h 34' 31" |
| 2      | Christophe Laporte (FRA) | Cofidis               | + 26"      |
| 3      | Tim Merlier (BEL)        | Alpecin–Fenix         | + 26"      |
| 4      | Yves Lampaert (BEL)      | Deceuninck–Quick-Step | + 26"      |
| 5      | Tosh Van der Sande (BEL) | Lotto–Soudal          | + 26"      |
| 6      | Alexander Kristoff (NOR) | UAE Team Emirates     | + 26"      |
| 7      | Greg Van Avermaet (BEL)  | AG2R Citroën Team     | + 26"      |
| 8      | Anthony Turgis (FRA)     | Total Direct Énergie  | + 26"      |
| 9      | Florian Sénéchal (FRA)   | Deceuninck–Quick-Step | + 26"      |
| 10     | Jasper Stuyven (BEL)     | Trek–Segafredo        | + 26"      |